# Бабай
Баба́й или баба́йка (тат. бабай — «дед», «старик») — в славянском фольклоре ночной дух, воображаемое существо, упоминаемое родителями, чтобы запугать непослушных детей.

## Описание
Бабай, как правило, не описывается вообще; в этом случае дети могут вообразить его в наиболее страшной для них форме.
Бабай у Шапаровой описывается как старик, чёрный и кривобокий, часто также с физическими дефектами, характерными для описаний нечисти (немой, безрукий или хромой); ходит с котомкой или мешком, в который забирает непослушных детей.
Обычно Бабая упоминают, чтобы непослушные дети не вставали с кровати после того, как их уложили спать. В этом случае родители говорят, что Бабай прячется под кроватью, и что он заберёт ребёнка, если тот встанет.
Ай, бай, бай, бай,
Не ходи, старик Бабай,
Коням сена не давай.
Кони сено не едят,
Всё на Мишеньку глядят.
Миша спит по ночам
И растёт по часам.
Ай, бай, бай, бай,
Не ходи ты к нам, Бабай.Колыбельная песня

## Этимология
В Толковом словаре живого великорусского языка В. И. Даля слово «баба, бабай» с пометой татарск. новорос. оренб. объясняется как «дед, дедушка, старик; иногда в значении детского пугала».  В тюркских языках, в частности, карачаево-балкарском, бабай — страшилище, которым пугают детей: бабай джетди! «бабай тебя заберет!».

Даль указывает, что в этом случае может использоваться вариант «бабайка» (то есть старуха). В размещённом в Интернете исследовании В. Луценко «Тюркский фактор в истории и этногенезе украинцев и их предков» также указывается, что в значении «дед», «старик» это слово в русском языке является диалектизмом с ограниченной областью распространения. Луценко цитирует тюрколога И. Г. Добродомова, уроженца Курской области, жившего впоследствии в Москве, но впервые услышавшего это слово только от русских в Казахстане. В этом же значении «дедушка, старый человек» слово «бабай» встречается в «Блатных переводах» Фимы Жиганца: 
…Какой же, блин, дешёвый зехер —
Мне с бабаём играть в жмурка…
В статье А. И. Грищенко и Н. А. Николиной «Экспрессивные этнонимы как приметы языка вражды» употребление тюркизма «бабай» в русских детских страшилках рассматривается как проявление этнической вражды.